# Jovan Skerlić
Jovan Skerlić (în sârbă Јован Скерлић, n. 8/20 august 1877, Belgrad, Principatul Serbiei – d. 2/15 mai 1914, Belgrad, Regatul Serbiei) a fost un scriitor și critic literar sârb, recunoscut drept una dintre cele mai influente voci ale criticii literare sârbe de la începutul secolului al XX-lea, alături de mentorul său Bogdan Popović.

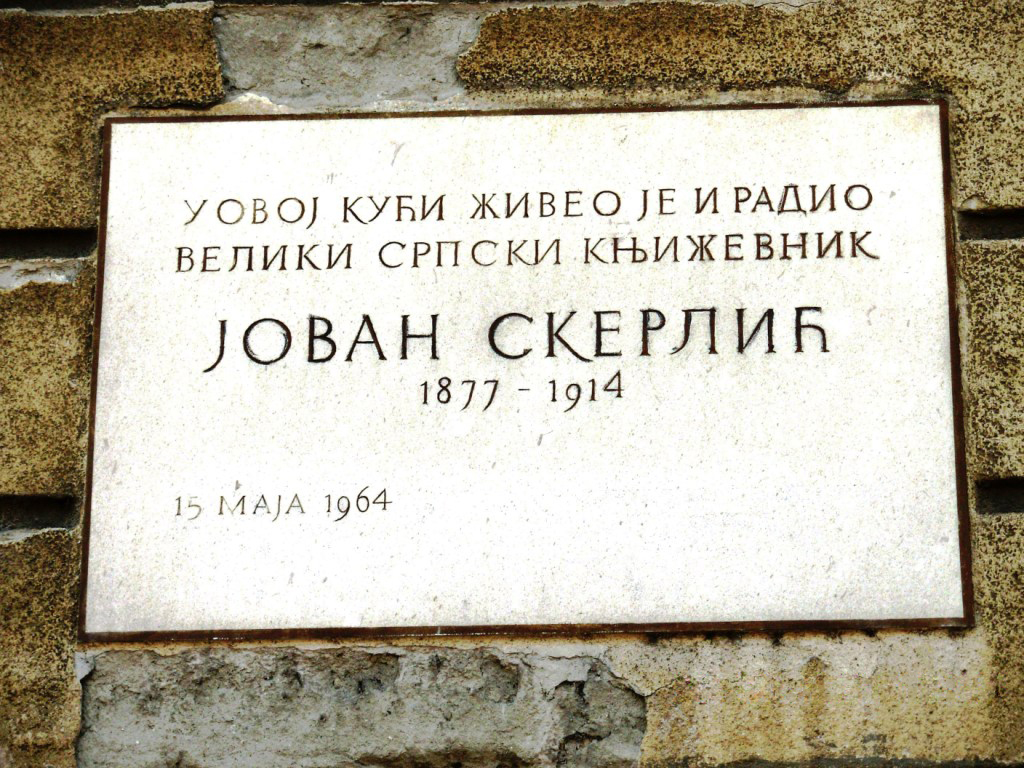
Plachetă memorială pe casa unde a locuit Jovan Skerlić, strada Gospodar Jovanova, Belgrad, Serbia

A fost înmormântat la Cimitirul Nou din Belgrad.

## Biografie
Familia paternă a lui Skerlić era originară din Šumadija, iar cea maternă din Voivodina. Încă din liceu, a manifestat interes pentru ideile socialiste ale lui Svetozar Marković, implicându-se în cercuri și publicații de orientare progresistă.
În 1895 s-a înscris la Marea Școală din Belgrad (din 1905, Universitatea din Belgrad), unde a fost profund influențat de cursul de literatură comparată⁠(d) și limba franceză susținut de Bogdan Popović. Pe parcursul studiilor universitare, a inițiat corespondență academică cu socialiști străini, inclusiv cu profesorul Georges Renard de la Universitatea din Lausanne. A absolvit în 1899 și s-a stabilit temporar la Lausanne, Elveția, pentru a lucra la teza sa de doctorat, apoi s-a stabilit pentru câteva luni la Paris, înainte de a se întoarce definitiv la Belgrad.
La începutul anului 1904, Skerlić a petrecut două luni la München, apoi a revenit la Paris și s-a întors la Belgrad în iulie 1904. A obținut un post la Universitatea din Belgrad în 1905, după ce și-a pierdut locul de muncă la Marea Școală în 1903 din cauza angajamentului său politic. Cu un post stabil, Skerlić s-a dedicat proiectelor ambițioase, inclusiv redactării unei istorii exhaustive a literaturii sârbe moderne. Opera sa majoră, Istoria noii literaturi sârbe (Istorija nove srpske književnosti), a fost finalizată cu doar două luni înainte de moartea sa prematură, în 1914.

## Lucrări (selecție)
- Pisci i knjige I
- Pisci i knjige II
- Pisci i knjige III
- Pisci i knjige IV
- Pisci i knjige V
- Pisci i knjige VI
- Feljtoni, skice i govori
- Istorijski pregled srpske štampe 1791–1911
- Javno mnenje u Francuskoj prema političkoj i socijalnoj poeziji od 1830 do 1848
- Srpska književnost u XVIII veku
- Omladina i njena književnost (1848–1871): izučavanja o nacionalnom i književnom romantizmu kod Srba
- Svetozar Marković: njegov život, rad i ideje
- Jakov Ignjatović: književna studija
- Istorija nove srpske književnosti